# Fórum Nacional de Museus
O Fórum Nacional de Museus (FNM) acontece a cada dois anos e é realizado pelo Instituto Brasileiro de Museus. O evento, de abrangência nacional, tem por objetivo refletir, avaliar e delinear diretrizes para a Política Nacional de Museus (PNM) e consolidar as bases para a implantação de um modelo de gestão integrado dos museus brasileiros, representado pelo Sistema Brasileiro de Museus (SBM). O Fórum assume o desafio de consolidar um ambiente de debate sobre o papel da museologia contemporânea e suas implicações sobre as políticas públicas voltadas para o setor.

O evento geralmente é constituído pelas seguintes atividades:
a) Conferências: debates sobre as principais linhas de discussão em torno do tema principal do evento, que buscam sempre trazer o que existe de mais recente na área acadêmico-científica do campo museal;
b) Painéis: desdobramento das linhas de discussão das Conferências, que buscam aproximar a discussão acadêmico-científica à dinâmica das atividades dos museus e às estratégias de atuação dos gestores de museus; 
c) Comunicações Coordenadas: espaço de intercâmbio de pesquisadores para apresentação de trabalhos relacionados a pesquisas acadêmicas, bem como de relatos orientados pelo empirismo que ofereçam resultados de alto nível para debate; 
d) Minicursos: cursos de capacitação em diversas áreas de atuação do campo museológico; os quais são uma oportunidade de reciclagem dos profissionais da área sobre assuntos cotidianos de uma instituição museológica; 
e) Grupos de Trabalho: espaços de discussão especializado sobre temas e questões relacionados às políticas públicas da área museal; 
f) Teia da Memória: encontro entre representantes de Pontos de Memória, com o objetivo de promover troca de experiências entre comunidades que trabalham com a preservação da memória; e 
g) Programações paralelas: exposições; mostra de artesanato local; estandes que são ocupados por instituições e empresas da cadeia produtiva dos museus; e reuniões de grupos do setor museal brasileiro.

## Edições
A cada edição, é escolhida uma cidade para sediar o evento, o qual já percorreu todas as regiões do país:
- 2004 - 1º Fórum Nacional de Museus

Cidade: Salvador/BA;
Tema: A imaginação museal: os caminhos da democracia;
Número de participantes: 400.
- 2006 - 2º Fórum Nacional de Museus[3]

Cidade: Ouro Preto/MG; 
Tema: O futuro se constrói hoje; 
Número de participantes: 1.100.
- 2008 - 3º Fórum Nacional de Museus[4]

Cidade: Florianópolis/SC; 
Tema: Museus como Agentes de Mudança Social e Desenvolvimento; 
Número de participantes: 1.500.
- 2010 - 4º Fórum Nacional de Museus[5]

Cidade: Brasília/DF;
Tema: Direito à Memória, Direito a Museus;
Número de participantes: 1.992.
- 2012 - 5º Fórum Nacional de Museus[6]

Cidade: Petrópolis/RJ;
Tema: 40 anos da Mesa de Santiago do Chile: entre o idealismo e a contemporaneidade;
Número de participantes: 1.200.
- 2014 - 6º Fórum Nacional de Museus[7]

Cidade: Belém/PA;
Tema: Museus Criativos;
Número de participantes: 900.
- 2017 - 7º Fórum Nacional de Museus[8]

Cidade: Porto Alegre/RS;
Tema: Recomendações Unesco: Caminhos para museus e coleções;
Número de participantes: 918.

O 7ª Fórum Nacional de Museus, realizado em Porto Alegre/RS, de 30 de maio a 4 de junho de 2017, abriu um espaço de reflexão multidisciplinar sobre os caminhos que os museus brasileiros devem trilhar tendo em vista as Recomendações Unesco 2015 para a Proteção e Promoção do Patrimônio Museológico e Coleções. O documento da Unesco tornou-se um pilar para as políticas públicas nas próximas décadas, destacando o papel dos museus e suas coleções como parceiros em um processo de desenvolvimento que se quer cada vez mais sustentável - por meio da preservação e proteção do patrimônio, da proteção e promoção da diversidade cultural, da transmissão do conhecimento científico, do desenvolvimento de políticas educacionais, de indústrias criativas e da economia do turismo.
O 7º FNM representou uma ocasião propícia para reunir os diversos grupos do setor museal em um espaço de intercâmbio e troca de experiências: comunidade museológica, estudantes, gestores de museus e de órgãos de cultura das esferas federais, estaduais e municipais, além da sociedade em geral.
Três conferências internacionais, nove painéis, com 27 convidados nacionais e estrangeiros, oito minicursos, apresentação de 49 trabalhos de pesquisadores, além de grupos de trabalho, reuniões paralelas, atividades culturais e feira temática foram realizados visando à promoção do diálogo durante o Fórum Nacional de Museus 2017, sendo o encontro um passo importante para o aprimoramento das instituições frente aos papéis e desafios que podem assumir na atualidade.